# باناتسکی دسپوتوواتس
باناتسکی دسپوتوواتس (به صربی: Banatski Despotovac) یک روستا در صربستان است که در Zrenjanin City واقع شده‌است. باناتسکی دسپوتوواتس ۱٬۶۲۰ نفر جمعیت دارد و ۵۳ متر بالاتر از سطح دریا واقع شده‌است.